# Golf Manor

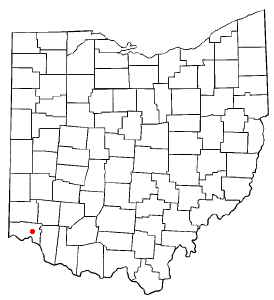
Golf Manor na planie stanu Ohio

Golf Manor – wieś w USA, w stanie Ohio, w hrabstwie Hamilton.
Liczba mieszkańców w 2010 roku wynosiła 3611, a w roku 2012 wyniosła 3591.